# Марина Вакт
Марі́н (Марина) Вакт (фр. Marine Vacth; 9 квітня 1991, Париж, Франція) — французька модель та акторка.

## Біографія
Марина Вакт народилася 9 квітня 1991 року в 12-му окрузі Парижа. Зростала без матері, з батьком, який працював водієм вантажівки. У п'ятнадцятирічному віці була помічена модельним агентом і запрошена на кастинг, який пройшла успішно.
У різний час Вакт знімалася для обкладинок журналів Elle та Madame Figaro. У 2011 році вона була вибрана обличчям рекламної кампанії аромату Parisienne дому Yves Saint Laurent, змінивши Кейт Мосс, яка рекламувала аромат до неї. У цьому ж році стала обличчям модельного дому Chloé.

## Кар'єра в кіно
У кіно Марина Вакт дебютувала в 2011 році у фільмі «Моя частина пирога» Седріка Клапіша. Роль виявилася успішною, критики визнали гру гідною схвалення.
Головною подією в кінокар'єрі молодої акторки стало запрошення на головну роль у фільм відомого режисера Франсуа Озона «Молода і прекрасна» (2013), де Вакт дісталася роль 17-річної дівчини, яка вперше відкриває радощі й печалі закоханості. Попри те, що  акторці вже виповнилося на той момент більше 20 років, Озон визнав її ідеальною для фільму. За роботу в цій стрічці Марина Вакт у 2014 році була номінована на кінопремію «Сезар» як найперспективніша акторка. Наступного року Вакт з'явилася в комедійній драмі Жана-Поля Раппно «Зразкові сім'ї» з Матьє Амальріком, Ніколь Гарсією, Жилем Лелушем і Андре Дюссольє.
У 2016 році в драмі з Роменом Дюрісом «Сповідь» Марина Вакт з'явилася в образі молодої атеїстки, яка під час окупації Франції німцями зустріла на своєму шляху священника Морана, що змусив юну комуністку змінити свою думку відносно Бога.
У 2017-му Марина Вакт знову стала головною героїнею фільму Франсуа Озона — у його трилері «Подвійний коханець» вона виконала роль Хлої з депресією, яка закохалася в психоаналітика (Жеремі Реньє), який приховує від неї багато таємниць. Фільм брав участь в основній конкурсній програмі 70-го Каннського міжнародного кінофестивалю та претендував на «Золоту пальмову гілку». У тому ж році Марина з'явилася в дебютній стрічці Джоан Шемли з Гаелем Гарсією Берналем «Зазирни в його серце», світова прем'єра якої відбулася на Міжнародному кінофестивалі у Торонто.

## Особисте життя
Марини Вакт мешкає в Парижі зі своїм бойфрендом, фотографом Полем Шмідтом, і їхнім сином Анрі, який народився 20 березня 2014 року.

## Фільмографія

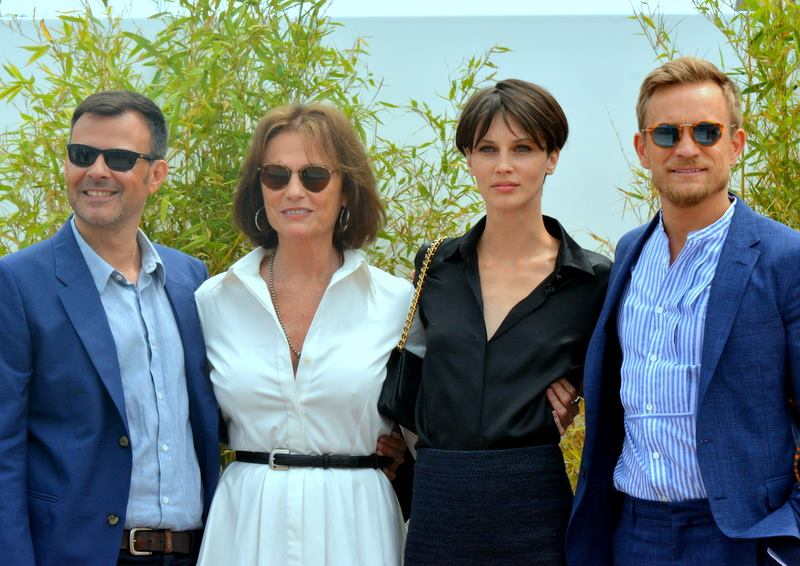
Лорен Озон, Шарлотта Ремплінг, Марина Вакт та Жеремі Реньє на Каннському МКФ, 2017

| Рік  |    | Українська назва         | Оригінальна назва             | Роль                     |
| ---- | -- | ------------------------ | ----------------------------- | ------------------------ |
| 2011 | ф  | Моя частина пирога       | Ma part du gâteau             | Тесса                    |
| 2012 | кф | Людина із золотим мозком | L'homme à la cervelle d'or    | Аліса                    |
| 2012 | ф  | Це як день посеред ночі  | Ce que le jour doit à la nuit | Ізабель                  |
| 2013 | ф  | Молода і прекрасна       | Jeune & jolie                 | Ізабель                  |
| 2015 | ф  | Зразкові сім'ї           | Belles familles               | Луїза Деффе              |
| 2016 | ф  | Сповідь                  | La confession                 |                          |
| 2017 | ф  | Подвійний коханець       | L'amant double                | Хлоя Фортен              |
| 2017 | ф  | Зазирни в його серце     | Si tu voyais son coeur        | Франсін                  |
| 2019 | ф  | Піноккіо                 | Pinocchio                     | фея з блакитним волоссям |

## Визнання
| Нагороди та номінації Марини Вакт | Нагороди та номінації Марини Вакт | Нагороди та номінації Марини Вакт | Нагороди та номінації Марини Вакт |
| Рік                               | Категорія                         | Фільм                             | Результат                         |
| --------------------------------- | --------------------------------- | --------------------------------- | --------------------------------- |
| Премія «Сезар»                    |                                   |                                   |                                   |
| 2014                              | Найперспективніша акторка         | Молода і прекрасна                | Номінація                         |
| Премія «Люм'єр»                   |                                   |                                   |                                   |
| 2014                              | Найкраща молода акторка           | Молода і прекрасна                | Номінація                         |
| Премія CinEuphoria                |                                   |                                   |                                   |
| 2014                              | Найкраща акторка                  | Молода і прекрасна                | Номінація                         |
| Приз Ромі Шнайдер                 |                                   |                                   |                                   |
| 2014                              | Найкраща акторка                  | Молода і прекрасна                | Номінація                         |